# Oregon Civic Justice Center
El Oregon Civic Justice Center (es decir Centro de Justicia Cívica de Oregón) es una antigua biblioteca de tres pisos en el campus de la Universidad de Willamette en el centro de la ciudad de Salem, la capital del estado de Oregón (Estados Unidos). Construido en 1912 como una biblioteca Carnegie para la ciudad de Salem, en la actualidad el edificio alberga varios programas de la Escuela de leyes de la Universidad de Willamette. Antes de que la facultad de derecho se mudara a las instalaciones en 2008, el edificio fue utilizado por la Asociación Cristiana de Mujeres Jóvenes (YWCA) de 1971 a 2006.
Willamette compró la antigua biblioteca en 2003 y luego decidió que sería la sede de la Facultad de Derecho. La universidad inició renovaciones en 2007 para restaurar parte del diseño original y modernizar las instalaciones. Tras la remodelación de la estructura Beaux Arts con fachada de ladrillo, los programas orientados a la comunidad se trasladaron al Oregon Civic Justice Center, que cambió su nombre. Este centro alberga programas como una clínica legal y la revista de revisión de leyes de la escuela.

## Historia
El 12 de octubre de 1901, se organizó el Club de Mujeres de Salem  con la esposa del gobernador de Oregón, Theodore Thurston Geer, como presidente de la organización. Dos años más tarde, el grupo fundó la Biblioteca Pública de Salem en la casa de Geer, y luego se ubicó en las calles Chemeketa y High en el centro de Salem en el entonces ayuntamiento, con una colección que alcanzaba los 50 libros. El grupo de la biblioteca contrató como bibliotecaria a F. Phillips por un salario de 20 dólares mensuales. En 1907, el grupo exploró opciones para construir una biblioteca independiente con fondos proporcionados por Andrew Carnegie, quien estaba proporcionando fondos con ese fin en todo el mundo.
En mayo de 1909, el Club de Mujeres compró una opción para comprar la propiedad en la esquina suroeste de las calles Winter y State por 5500 dólares, que estaba ubicada al otro lado del estado de Willson Park (un parque de la ciudad en ese momento). Este grupo luego recaudó los fondos para comprar el terreno por 12 000 dólares, y Salem solicitó una subvención de la fundación Carnegie. La fundación asignó 14 000 dólares a la ciudad para construir una biblioteca, pero el Club de Mujeres, que era propietario de la biblioteca y el terreno existentes, no había participado en el proceso. La organización logró que se rescindiera el dinero y, en noviembre de 1910, trabajó con la ciudad para aumentar su fondo de mantenimiento para la biblioteca. Carnegie luego elevó la subvención a 27 500 dólares en el cabildeo de Lulu Bush (nuera de Asahel Bush) y el Club de Mujeres traspasó el lote y los otros activos de la biblioteca a la ciudad de Salem.
El 12 de septiembre de 1912, se abrió la nueva biblioteca en la propiedad cerca de la Universidad de Willamette y el Capitolio de Oregón, aunque la construcción de la estructura no se completó y gran parte del mobiliario no se había instalado. La estructura completa incluía pisos de madera, molduras de techo, ventanas de dos pisos de altura y una chimenea. La construcción de la biblioteca costó 30 000 dólares, y en un año de funcionamiento se había expandido para servir a casi 7700 usuarios con una colección de casi 10 500 libros. El 4 de enero de 1920, un pequeño incendio dañó una sala y unos 50 libros.

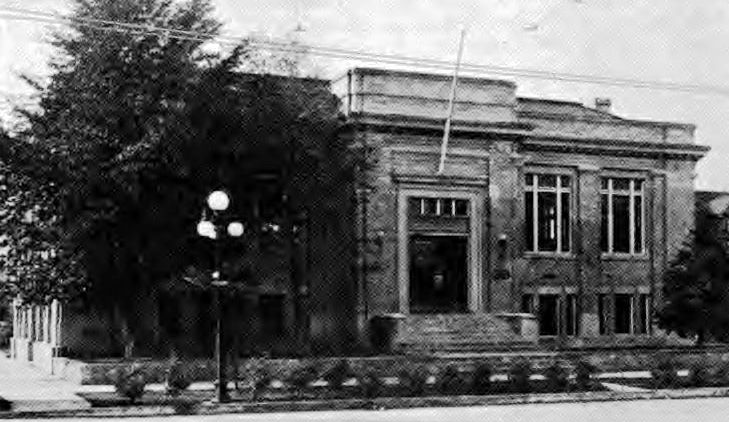
La biblioteca en 1920

En 1914, la YWCA de Salem fue organizada por el mismo Club de Mujeres de Salem. Ubicada en el centro de la calle Cottage Northeast, la YWCA se mudó en 1954 al lote contiguo a la biblioteca. En la década de 1960, la pequeña biblioteca tenía una colección de más de 100 000 volúmenes, pero necesitaba una instalación más grande. En 1968 comenzó una campaña pública para construir una nueva biblioteca, y la biblioteca sería parte de un centro gubernamental más grande que incluía un ayuntamiento y una estación de bomberos. En 1971, la YWCA compró el edificio adyacente de la biblioteca Carnegie por 150 000 dólares, y el 6 de julio de 1972, la Biblioteca Pública de Salem abandonó el edificio Carnegie y se mudó al nuevo Centro Cívico de Salem ubicado al oeste de la antigua biblioteca. Ubicada junto a la casa existente de la YWCA, la antigua biblioteca se convirtió en el centro juvenil de la organización. El edificio fue remodelado entre 1990 y 1991.

### Centro legal
En 2003, la Universidad de Willamette compró el antiguo edificio de la YWCA. La compra de 1,35 millones de dólares incluyó el edificio principal de la YWCA adyacente a la biblioteca anterior por un total de 5017 m², con la YWCA continuando sus operaciones en el edificio durante tres años después de la venta. Después de que ese grupo abandonó el edificio en 2006, Willamette invirtió 4,6 millones de dólares (2 millones más de lo presupuestado originalmente) para remodelar el antiguo edificio de la biblioteca durante un año y convertirlo en el Oregon Civic Justice Center como parte de la Facultad de Derecho. El proyecto de remodelación comenzó en el verano de 2007 e incluyó la eliminación de una estructura de piscina que se había agregado al sur del edificio, al tiempo que se agregó una nueva entrada a la antigua biblioteca en el mismo lado donde se encontraba la piscina. Las renovaciones también eliminaron un entrepiso que la YWCA había agregado a la parte superior del piso principal. Otras renovaciones incluyeron nueva climatización, actualizaciones de tecnología, todo mientras se conservaba la apariencia histórica del edificio original de 1912.
El 12 de septiembre de 2008, el edificio se volvió a inaugurar exactamente 96 años después de la dedicación original en una ceremonia en la que participó la jueza adjunta de la Corte Suprema de los Estados Unidos, Ruth Bader Ginsburg. La ceremonia fue parte de las festividades del 125 aniversario de la Facultad de Derecho y contó con la participación de dignatarios de Oregón como el presidente del Tribunal Supremo de Oregón y el alumno de Willamette Paul De Muniz. El presidente de Willamette, M. Lee Pelton, quien también asistió a la ceremonia, seleccionó a la facultad de derecho como los nuevos inquilinos después de que otros departamentos y programas de la escuela presentaran propuestas para el uso de la antigua biblioteca.

## Instalaciones
La estructura de ladrillo de estilo Beaux Arts incluye un pórtico en la entrada de State Street en el lado norte. La fachada incluye la inscripción "BIBLIOTECA PÚBLICA", en letra redonda sobre la entrada, que está cobijada por un toldo metálico rígido en este frente norte. El techo de la estructura de forma cuadrada está construido tanto de metal como de teja. La piedra se utiliza para acentos arquitectónicos de dinteles y cornisas en el exterior. El edificio permanece conectado a las antiguas oficinas vecinas de la YWCA, que es un edificio diseñado por Pietro Belluschi, también propiedad de la Universidad de Willamette.
En el interior, la sala principal es una sala de conferencias en el piso principal que incluye un gran sistema de proyección que se puede usar para transmisiones remotas, como las del capitolio estatal al otro lado de la calle. Una pintura de John Fery se muestra sobre la chimenea, que formaba parte de la estructura original de la sala de conferencias. El resto del interior del edificio tiene un aspecto moderno con oficinas acristaladas que rodean un área común abierta. En esta área se exhiben obras de arte propiedad del Museo de Arte Hallie Ford de la universidad. El piso principal del edificio de tres pisos es el segundo piso, que descansa sobre el sótano mirador. Una pequeña sala de reuniones se encuentra sobre una pequeña parte del piso principal.

## Programas
El Oregon Civic Justice Center se utiliza para conectar la Facultad de Derecho y Willamette en su conjunto con la comunidad de Salem en general. En esta capacidad, el centro alberga varios programas de facultades de derecho con aspectos de alcance comunitario. Estos incluyen la Comisión de Derecho de Oregón, el Centro para la Democracia, el Centro de Religión y Derecho, el Centro de Resolución de Disputas, el Programa de Derecho Clínico de Willamette, el Centro de Derecho y Gobierno y la revista de derecho de la escuela, Willamette Law Review. Cada uno de estos programas fue elegido para albergarlo en el centro debido a que tiene programas de alcance comunitario, con el objetivo del centro de crear una atmósfera comunitaria entre los estudiantes, el profesorado y la comunidad en general.

## Galería

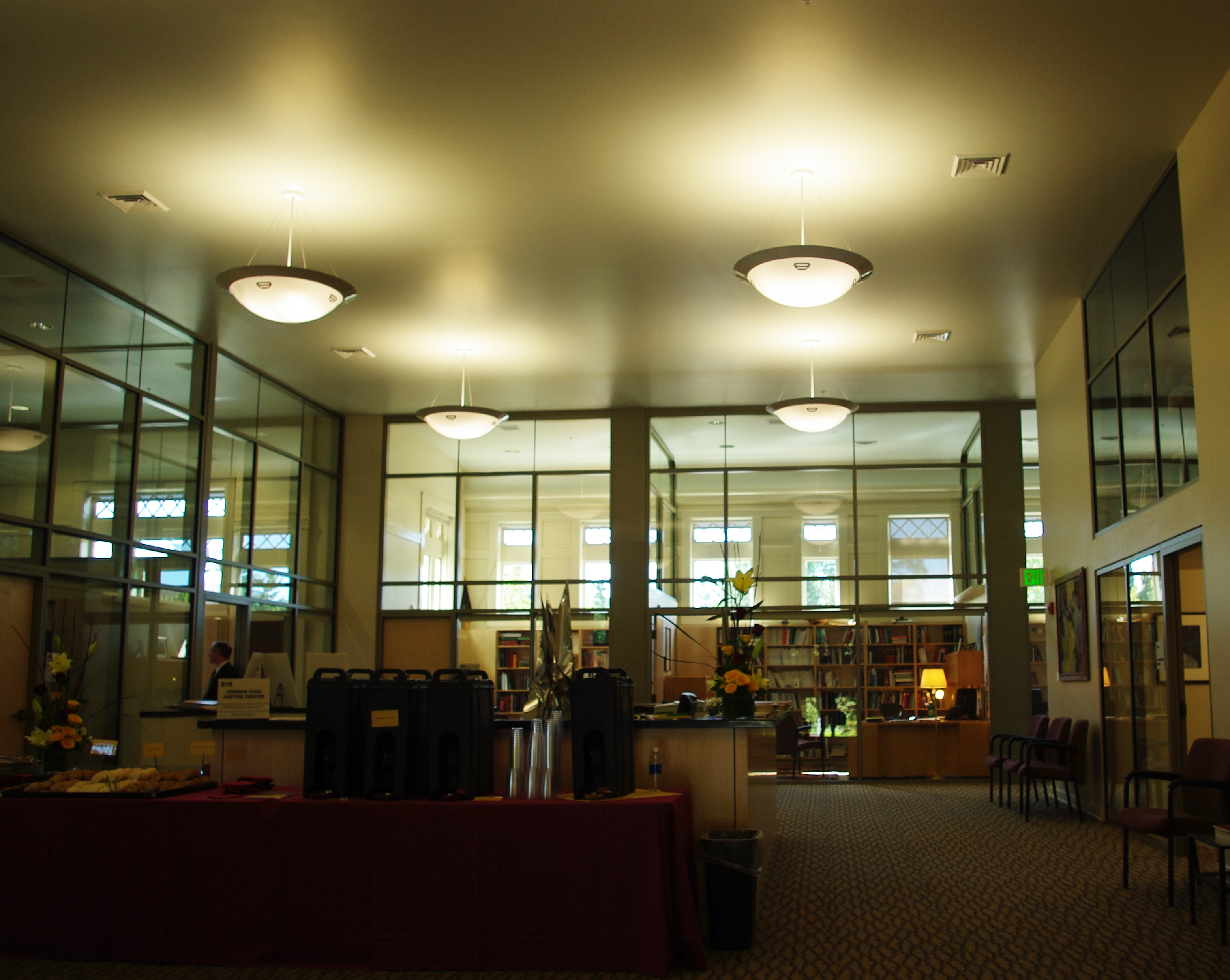
Interior durante la reapertura de 2008
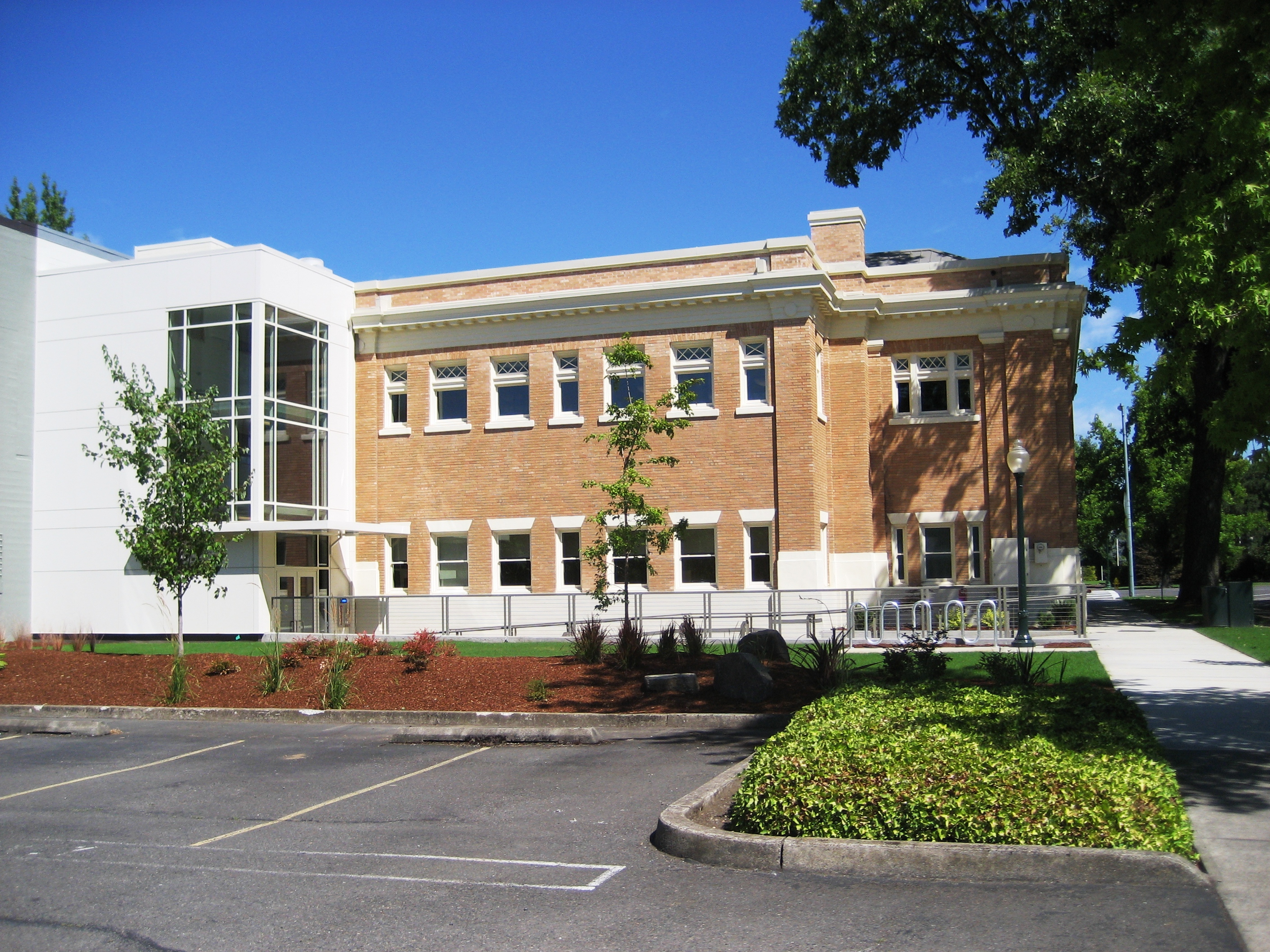
Parte trasera tras las renovaciones de 2008
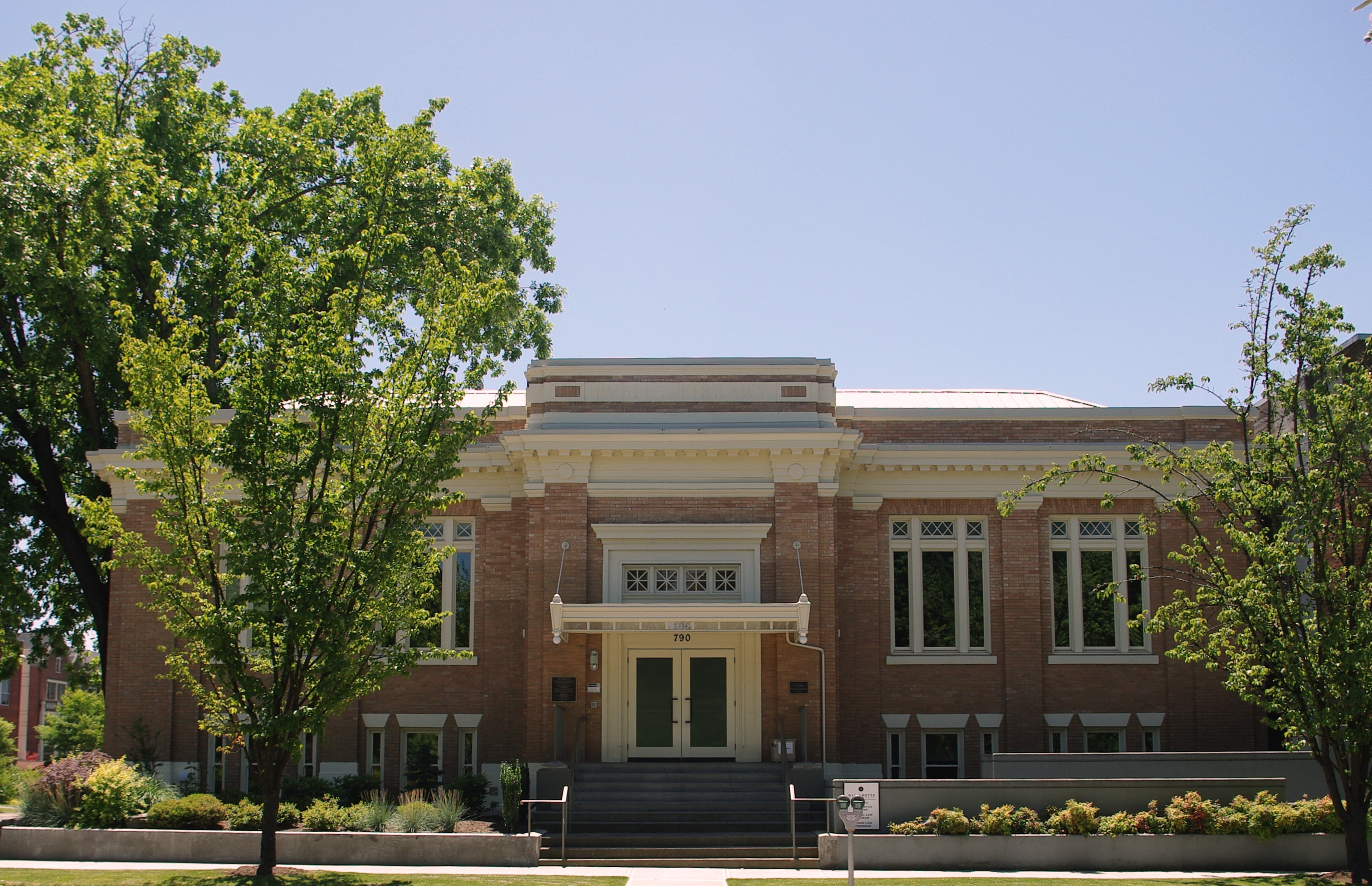
Entrada frontal